# دانشگاه کشاورزی و منابع طبیعی رامین

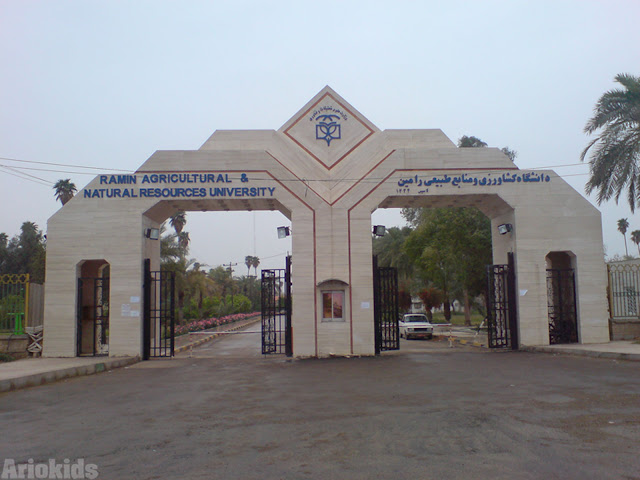
سر در دانشگاه علوم کشاورزي و منابع طبيعي خوزستان

تاریخچه تأسیس دانشگاه علوم کشاورزی و منابع طبیعی خوزستان
در مهرماه ۱۳۳۴ وزارت فرهنگ اقدام به تأسیس دانشکده کشاورزی اهواز نمود در همان سال ۲۸ نفر دانشجو پس از موفقیت در امتحانات ورودی در دانشکده ثبت‌نام نمودند و اولین کلاس‌های درس دانشکده در دانشسرای کشاورزی اهواز تشکیل گردید.
در سال‌های ۱۳۳۵ تا ۱۳۳۷ دانشکده تدریجاً به ساختمان قدیمی ژاندارمری که تغییراتی در آن داده شده بود انتقال یافت. وضع تدریس به‌صورت نظری و به‌وسیله استادان دانشگاه تهران انجام می‌شد.
درسال ۱۳۳۶ مقدار ۵۳۰ هکتار از اراضی شرکت ملی نفت با تأسیسات مختصری واقع در ۳۵ کیلومتری شمال‌شرقی شهرستان اهواز در مسیر جاده اهواز-مسجدسلیمان در دهستان ملاثانی به دانشکده کشاورزی اهداء گردید و دانشجویان برای مدت کوتاهی به ملاثانی (رامین) اعزام شدند، ولی به‌علت مشکلات متعدد از جمله کمبود وسایل نقلیه و تحصیلات زندگی مجدداً کلاس‌ها در اهواز تشکیل شد.
در اوائل سال ۱۳۳۹- ۱۳۳۸ طبق قرارداد منعقده بین وزارت آموزش و پرورش و بنیاد خاور نزدیک که دفتر آن در نیویورک واقع است، مسئولیت اداره دانشکده به بنیاد مذکور محول شد بر اساس قرارداد فوق دانشکده توسعه و دوره آموزشی آن از سه سال به چهار سال افزایش یافت و برنامه تحصیلی آن نیز برای تربیت کارشناسان کشاورزی مناطق نسبتاً خشک تنظیم و برای اولین بار بر اساس طرح نیمسالی برنامه‌ریزی آموزشی صورت گرفت و در همان سال تعداد ۳۱ نفر دانشجو در رشته کشاورزی عمومی پذیرفته شدند و دانشکده رسماً به قریه ملاثانی منتقل گردید. در همین ایام طرح توسعه دانشکده شامل استخدام اعضای هیأت علمی تمام وقت و نیمه‌وقت، تجهیز آزمایشگاه‌های مختلف، ساختن کلاس‌های درس، خوابگاه‌ها، سلف‌سرویس، کارگاه، منازل استادان، احداث باغ گیاه‌شناسی، باغ میوه، نخلستان، احداث مزارع آموزشی و تولیدی، دامپروری و مرغداری شروع شد.
در انتهای سال ۱۳۴۶ قرارداد بین فرهنگ و بنیاد خاور نزدیک پایان پذیرفت و از سال ۱۳۴۷ دانشکده تحت نظارت مستقیم دانشگاه شهید چمران (جندی شاپور سابق) در آمد. همزمان با تحولات فوق، سه رشته تحصیلی جدید شامل: آب و خاک، تولید محصولات نباتی و دامپروری تأسیس گردید و دانشجویان پس از گذراندن دروس عمومی و پایه در شهر اهواز از سال دوم جهت فراگیری دروس کشاورزی و عملیات و استفاده از آزمایشگاه‌های مجهز و مزارع نمونه و دیگر امکانات آموزشی به رامین اعزام می‌شدند. در سال ۵۱-۱۳۵۰ مجدداً در برنامه آموزشی دانشکده تجدید نظر کلی به‌عمل آمد، به‌این‌صورت که رشته آب و خاک به دو رشته آبیاری و آبادانی، خاکشناسی و رشته تولید محصولات نباتی به دو رشته زراعت و اصلاح نباتات و باغبانی تفکیک گردید، و برنامه آموزشی برای پنج رشته زراعت و اصلاح نباتات، باغبانی، خاک‌شناسی، آبیاری و آبادانی و دامپروری تدوین و برای رشته‌های فوق دانشجو پذیرفته شد.
این وضعیت تا سال ۱۳۵۲ ادامه داشت و دوران طلایی آموزشی این دانشکده محسوب می‌شد. سطح آموزش بسیار بالا که منبعث از وجود اعضای هیأت علمی و پرسنل آموزشی کارآزموده از یک طرف و وجود امکانات بسیار زیاد از طرف دیگر و همچنین محیط مناسب جهت آموزش و مطالعه و اراضی مورد نیاز برای آزمایشات و تحقیقات بود باعث تربیت زبده‌ترین دانشجویان در رشته کشاورزی گردید.
با آغاز سیاست انهدامی و مخالفت با هر گونه مظاهر استقلال جهت وابسته کردن هر چه بیشتر کشور به اجانب و در اولویت قراردادن کشاورزی از این نظر، وابستگان به استعمار جهانی جهت تهی کردن مدرک از تخصص، صلاح بر این دیدند که این مرکز پرورش نیروی زبده را تا مرحله تعطیل بکشانند.
این دانشکده در سال ۱۳۵۲ در قریه ملاثانی به‌صورت شهرک دانشگاهی به‌حالت خیلی فعال به فعالیت خود ادامه می‌داد و در این سال به بهانه به‌وجود آمدن شهر دانشگاهی گلستان (اهواز) و تمرکز دروس پایه‌ای دانشکده‌ها در دانشکده علوم و دروس عمومی در دانشکده علوم انسانی و امکان استفاده از کتابخانه شهر دانشگاهی رو به تعطیل رفت و مسئولین وقت تصویب کردند که دانشکده کشاورزی در سال ۵۳-۱۳۵۲ در ساختمان جدید تأسیس شده در شهر اهواز استقرار یابد. ابتدا بر حسب ظاهر ریاست وقت دانشکده در رامین مستقر بود و معاونت دانشجویان و گروه‌های مختلف به اهواز منتقل شدند ولی کمی بعد ریاست دانشکده نیز به اهواز منتقل شده و دانشکده ملاثانی با ۵۳۰ هکتار زمین زراعی و آزمایشگاه‌های خالی از سکنه و واحدهای تولیدی و دامی، عنوان مرکز پژوهشی و تولیدی رامین را به خود گرفت و تقریباً کلیه کادر هیئت علمی و عده زیادی از کارکنان و قسمت اعظم وسایل و تجهیزات آزمایشگاهی و کتاب‌های موجود در کتابخانه به شهر اهواز انتقال داده شدند. به ظاهر هدف از ایجاد مرکز پژوهشی و تولیدی به وجود آوردن یک واحد آموزش علمی کشاورزی برای دانشجویان، مخصوصاً رشته‌های زراعت و اصلاح نباتات و رشته دامپروری و همچنین به وجود آوردن امکانات تحقیق در رشته‌های مختلف کشاورزی بود و در طی مدتی کوتاه، مرکز پژوهشی و تولیدی رامین مجدداً از لحاظ وسایل و پرسنل به نحو شایسته‌ای مجهز گردیده ولی کارهای پژوهشی و تحقیقاتی نیز در سطحی نبود که به این همه زمین و تأسیسات نیاز داشته باشد و لذا برای نگه‌داشتن این واحد چاره‌ای جز انتفال آن به سازمان‌های دیگر و یا روی آوردن به فعالیت‌های تولیدی نبوده و در نتیجه امکانات پرسنلی آن متوجه توسعه مزارع و دامپروری گردید.
از سال ۱۳۵۳ به بعد حدود دویست هکتار از اراضی مرکز زهکشی شده و تعداد ۱۰۰ رأس گاو نژاد اصیل خریداری گردید. واحد ماشین جوجه‌کشی ۹۰ هزار قطعه‌ای نصب و سالن پرورش مرغ مادر تأسیس و مورد بهره‌برداری قرار گرفت.
در سال ۱۳۵۴ یک دستگاه آبیاری مصنوعی (بارانی) به‌شعاع ۵۰۰ متر در مزرعه نصب گردید که به علت پاره‌ای از مشکلات قادر به ادامه کار نشد. بر اثر اختلافاتی که بین مدیریت وقت دانشکده کشاورزی مستقر در اهواز و سرپرستی مرکز پژوهشی رامین وجود داشت به تدریج رابطه اعضای هیأت علمی دانشکده کشاورزی و برنامه تحقیقاتی برای آن‌ها و فراهم نمودن امکانات کارآموزی برای دانشجویان کشاورزی بود از بین رفت.
در سال ۱۳۵۶ مجدداً وزارت علوم تصمیم بر ایجاد یک رشته کشاورزی عمومی در کنار رشته‌های تخصصی در اهواز گرفت و با توجه به چهار سال کشمکش بین مدیریت دانشکده کشاورزی و سرپرست وقت مرکز پژوهشی و تولیدی رامین با همکاری مدیر گروه دامپروری مجوز این رشته به‌نام ملاثانی صادر گردید، و در این سال مرکز پژوهشی و تولیدی رامین به دانشکده دامپروری و عمران روستایی تغییر نام یافت و تعداد ۶۰ نفر دانشجو پذیرفته شدند و در نتیجه فعالیت‌های آموزشی علمی علی‌رغم مشکلات فراوان و کمبود امکانات و کادر آغاز گردید، شروع مجدد آموزش، به منزله‌ی حیات تازه‌ای برای این واحد بود.
در سال ۱۳۵۷ با شروع انقلاب شکوهمند اسلامی و تغییر و تحولات در سطح مملکت و مدیریت‌ها، این واحد نیز دستخوش تغییراتی گردید و ابتدا شورای مدیریت موقت به‌وجود آمد. در سال ۱۳۵۹ با حمله بعثی‌های عراقی به شهرهای میهن اسلامی و آواره‌شدن میلیون‌ها نفر از مردم مرزنشین کشور، عده زیادی از مهاجران که اکثر آن‌ها مردم روستاهای مناطق جنگ‌زده جنوب بودند به دانشکده دامپروری و عمران روستایی آمدند و در کلاس‌ها، خوابگاه‌ها، آزمایشگاه‌ها و محوطه آن ساکن شدند. همچنین قسمتی از لشکر ۹۲ زرهی و تجهیزات آن نیز در مزارع و آزمایشگاه‌های این واحد استقرار یافته و قسمتی دیگر نیز به‌وسیله سپاه و بسیج مورد استفاده قرار گرفت. ساختمان آبیاری تبدیل به مقر نماینده فرمانداری در روستای ملاثانی و اطراف آن گردید. باشگاه استادان به درمانگاه تبدیل شد و تجهیزات و امکانات آن از بین رفت، کارگاه مکانیکی و پرسنل آن در خدمت به جبهه اقدام به تعمیر ماشین‌های ارتش و سپاه نمودند و به طور خلاصه دانشکده رامین دین خود را به انقلاب و جنگ تحمیلی ادا نمود و عملاً تبدیل به اردوگاه مهاجران جنگی و خدمات محلی شد.
در سال ۱۳۶۰ با اعلام برنامه‌های کشاورزی ستاد انقلاب فرهنگی مبنی بر ایجاد دوره‌های کاردانی کشاورزی برای هر استان، بدون اطلاع و خواسته مسئولین و اعضای هیأت علمی دانشکده دامپروری و عمران روستایی رامین به‌نام آموزشکده کشاورزی استان خوزستان نام‌گذاری گردید. در همان سال با پیام امام امت و رهبر انقلاب اسلامی مبنی بر ضرورت بازگشایی دانشگاه‌های کشور به‌تدریج آموزشکده تخلیه و از فروردین ماه ۱۳۶۱ با شروع کارآموزی دانشجویان بالای ۷۰ واحد، کار خود را زیر بار خسارت سنگین جنگ تحمیلی و کمبود کادر و امکانات آموزشی شروع نمود و علی‌رغم این مشکلات، دوره کارآموزی با موفقیت کامل به پایان رسید و از اول مهرماه همان سال کلیه دانشجویان زیر ۷۰ واحد دانشکده کشاورزی اهواز و آموزشکده کشاورزی استان خوزستان تحصیلات خود را در آموزشکده رامین شروع نمودند.
در سال ۱۳۶۱ بازسازی آموزشکده کشاورزی استان خوزستان با اعتبارات بازسازی و با همکاری بی‌دریغ مسؤولان وقت دانشگاه آغاز و قسمتی از محوطه‌، خوابگاه‌ها، کلاس‌ها و آزمایشگاه‌ها بازسازی و مورد استفاده قرار گرفتند، ولی شدت خسارت به‌حدی است که هم‌اکنون نیز پس از گذشت سال‌ها بسیاری از قسمت‌ها نیاز به بازسازی دارند.
در مهر‌ماه ۱۳۶۲ تعداد ۹۶ نفر دانشجوی دوره کاردانی در سه رشته امور فنی، امور زراعی و امور دامی وارد آموزشکده شدند و در آذر‌ماه همان سال نیز تعداد ۱۸۲ دانشجوی دیگر افزوده شدند.
در سال ۱۳۶۳ تعداد ۱۱۵ دانشجو برای آموزشکده کشاورزی استان خوزستان پذیرفته شدند که جمع کل دانشجویان با احتساب دانشجویان انتقالی و میهمان را به ۴۱۷ نفر رساند. در سال ۱۳۶۵ دانشگاه شهید چمران اهواز مجدداً اقدام به پذیرش ۶۴ نفر دانشجوی رشته کارشناسی پیوسته و ناپیوسته علوم دامی نمود و ساختمان گروه امور فنی به نحو بسیار رضایت‌بخشی و در سطح دانشگاه‌های معتبر دنیا تجهیز گردید.
در سال ۱۳۶۷ بر اثر فعالیت‌های مدیریت وقت آموزشکده و مسؤولان دانشگاه به‌وسیله دعوت‌های مکرر از اعضای محترم کمیسیون کشاورزی مجلس شورای اسلامی، مقام محترم وزارت فرهنگ و آموزش عالی و معاونان ایشان، معاونت و مدیریت کل برنامه‌ریزی آموزشی سازمان برنامه و بودجه و سایر مقامات مسؤول کشور و با توجه به وجود امکانات مناسب آموزشی و پژوهشی، نام آموزشکده کشاورزی استان خوزستان به مجتمع عالی آموزشی و پژوهشی کشاورزی رامین (ملاثانی) تغییر یافت.
در سال ۱۳۸۲ شورای گسترش آموزشی عالی وزارت علوم، تحقیقات و فناوری با استقلال و تغییر عنوان مجتمع آموزش عالی و پژوهشی رامین وابسته به دانشگاه شهید چمران اهواز، به مجتمع آموزش عالی کشاورزی و منابع طبیعی رامین موافقت قطعی به عمل آورد. این مجتمع در سال ۱۳۸۴ از دانشگاه شهید چمران جدا گشته و به صورت یک دانشگاه مستقل با نام دانشگاه علوم کشاورزی و منابع طبیعی خوزستان ادامه فعالیت داد.
در حال حاضر این دانشگاه یکی از مراکز عمده آموزشی و تحقیقاتی کشاورزی در منطقه جنوب کشور به شمار می‌رود که دارای ۸۹ نفر عضو هیأت علمی و ۲۴۲۱ نفر دانشجوی در حال تحصیل در مقاطع کارشناسی، کارشناسی ارشد و دکتری است که در قالب ۴ دانشکده‌، ۱۴ گروه آموزشی و ۵۳ رشته-گرایش تحصیلی به انجام فعالیت‌های علمی مشغول می‌باشند.
از ۱۲ بهمن ۱۴۰۱ تاکنون دکتر جمال فیاضی سمت ریاست دانشگاه را برعهده دارند.

## هیئت علمی و دانشجویان
این دانشگاه که در حال حاضر یکی از مراکز عمدهٔ تحقیقات کشاورزی و دامپروری در منطقه جنوب کشور به شمار می‌رود، دارای ۸۰ نفر عضو هیئت علمی و ۲۴۸۰ نفر دانشجوی در حال تحصیل در مقاطع کارشناسی، کارشناسی ارشد و دکترا می‌باشد که در قالب دوازده گروه آموزشی به فعالیت‌های علمی مشغول هستند. این دانشگاه دارای ۲۸ آزمایشگاه و کارگاه در رشته‌ها و گرایش‌های مختلف می‌باشد.

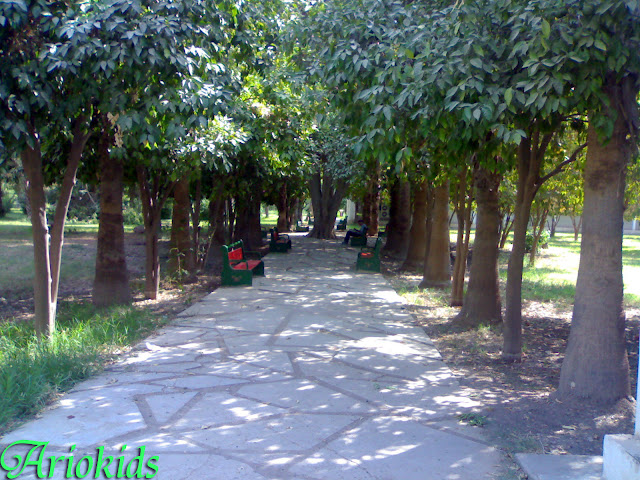
نمايي از راهروي محوطه کلاسي شماره ۱ (قديم) دانشگاه

دانشگاه علوم کشاورزی و منابع طبیعی خوزستان در حال حاضر دارای چهار دانشکده تحت عناوین: "دانشکده کشاورزی"، "دانشکده علوم دامی و صنایع غذایی"، "دانشکده مهندسی زراعی و عمران روستایی" و "دانشکده منابع طبیعی" می‌باشد. لیست رشته‌های فعال در این دانشگاه:
مهندسی فضای سبز،
مهندسی کشاورزی-گیاه پزشکی،
مهندسی کشاورزی-زراعت و اصلاح نباتات،
مهندسی کشاورزی-باغبانی،
مهندسی کشاورزی-اقتصاد،
مهندسی کشاورزی-ترویج و آموزش کشاورزی،
مهندسی کشاورزی-مکانیزاسیون کشاورزی،
مهندسی کشاورزی-علوم آب،
مهندسی کشاورزی-علوم دام،
مهندسی کشاورزی-طیور،
مهندسی کشاورزی-مکانیک بیوسیستم ،
مهندسی کشاورزی- بیوتکنولوژی،
مهندسی منابع طبیعی- مرتع و آبخیزداری

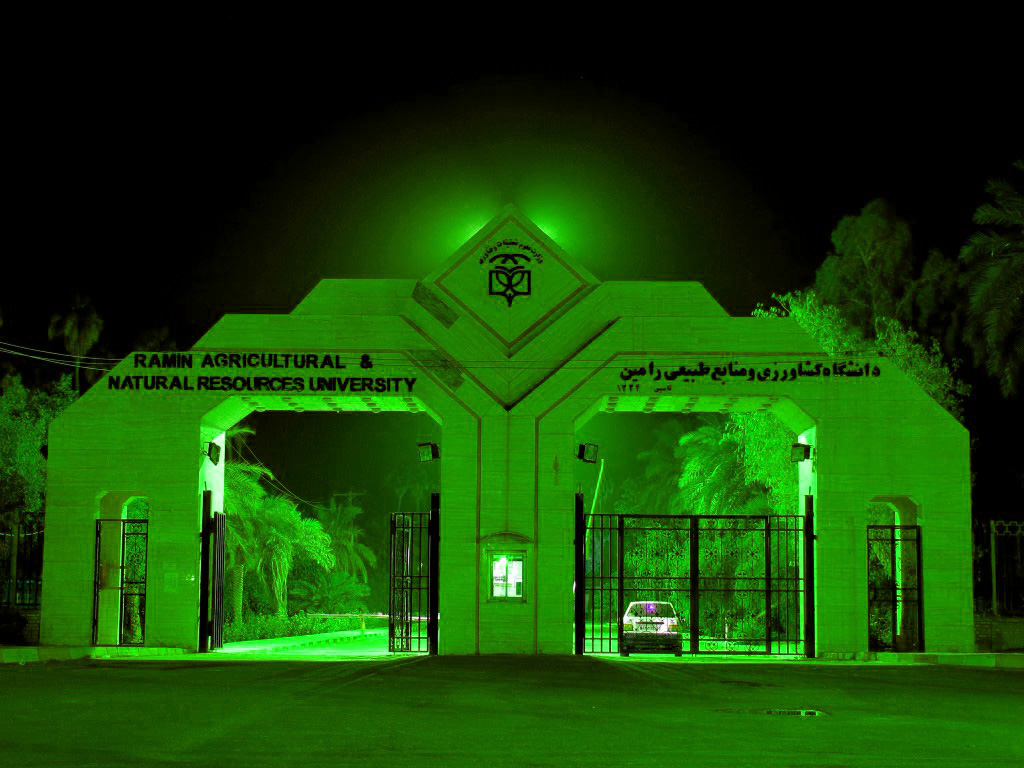
نمايي از سردر دانشگاه در شب